# IXe législature de la Troisième République française
La IXe législature de la IIIe République est un cycle parlementaire qui s'ouvre le 1er juin 1906 et se termine le 31 mai 1910.
Elle est issue des élections législatives de 1906.

## Composition de l'exécutif
Président de la République : 
- Armand Fallières (1906-1913)

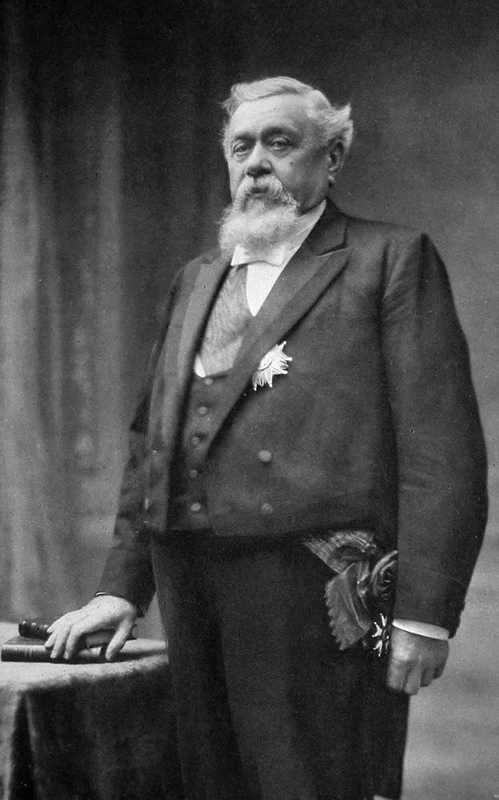
Armand Fallières

Président de la Chambre des députés : 
- Henri Brisson (1906-1912)

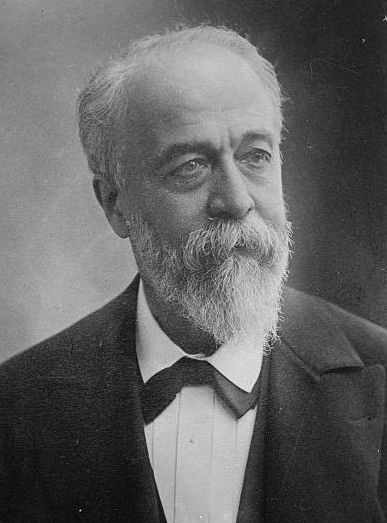
Henri Brisson

Gouvernements successifs :
| Gouvernement | Gouvernement       | Gouvernement                        | Dates (Durée)                                              | Président du Conseil      | Composition initiale                   |
| ------------ | ------------------ | ----------------------------------- | ---------------------------------------------------------- | ------------------------- | -------------------------------------- |
| 1            | Ferdinand Sarrien  | Gouvernement Ferdinand Sarrien      | du 14 mars 1906 au 20 octobre 1906 (220 jours)             | Ferdinand Sarrien (PRRRS) | 11 ministres 3 sous-secrétaires d'État |
| 2            | Georges Clemenceau | Gouvernement Georges Clemenceau (1) | du 25 octobre 1906 au 20 juillet 1909 (2 ans et 268 jours) | Georges Clemenceau (RI)   | 12 ministres 4 sous-secrétaires d'État |
| 3            | Aristide Briand    | Gouvernement Aristide Briand (1)    | du 24 juillet 1909 au 3 novembre 1910 (1 an et 102 jours)  | Aristide Briand (SI)      | 12 ministres 4 sous-secrétaires d'État |

## Composition de la Chambre des députés
| Groupe parlementaire Certains groupes étant « ouverts », le total des députés dépasse le nombre de sièges pourvus | Groupe parlementaire Certains groupes étant « ouverts », le total des députés dépasse le nombre de sièges pourvus | Groupe parlementaire Certains groupes étant « ouverts », le total des députés dépasse le nombre de sièges pourvus | Députés |  |
| Groupe parlementaire Certains groupes étant « ouverts », le total des députés dépasse le nombre de sièges pourvus | Groupe parlementaire Certains groupes étant « ouverts », le total des députés dépasse le nombre de sièges pourvus | Groupe parlementaire Certains groupes étant « ouverts », le total des députés dépasse le nombre de sièges pourvus | Total   |  |
| --- | --- | --- | ------- |  |
| | GRS | Gauche radicale-socialiste                                                                                        | 139     |  |
| | GR | Gauche radicale                                                                                                   | 134     |  |
| | PROG | Progressiste | 80      |  |
| | UD | Union démocratique                                                                                                | 66      |  |
| | AL | Action libérale                                                                                                   | 64      |  |
| | GD | Gauche démocratique                                                                                               | 53      |  |
| | SU | Socialiste unifié                                                                                                 | 52      |  |
| | UR | Union républicaine                                                                                                | 48      |  |
| | RN | Républicain nationaliste                                                                                          | 26      |  |
| | SP | Socialiste parlementaire                                                                                          | 22      |  |
| | | |         |  |
| | Députés non-inscrits                                                                                              | Députés non-inscrits                                                                                              | ?       |  |
| | | |         |  |
| Total des sièges pourvus                                                                                          | Total des sièges pourvus                                                                                          | Total des sièges pourvus                                                                                          | 591     |  |

## Évènements marquants au cours de la législature
- 13 juillet 1906 : adoption des lois sur le repos hebdomadaire obligatoire et sur la fermeture des commerces le dimanche.

- 8-14 octobre 1906 : congrès de la CGT à Amiens et adoption de la Charte d'Amiens.

- 11 mars 1907 : pour protester contre la crise viticole, un groupe de vignerons du Minervois, menés par Marcelin Albert, fondent le Comité d’Argeliers. Début de la révolte des vignerons du Languedoc.

- 31 août 1907 : conclusion de la Triple-Entente entre la France, le Royaume-Uni et la Russie.

- 12 février 1907 : la Chambre des députés vote à 450 voix contre 6 l'« amnistie pleine et entière pour faits de grèves et faits connexes relatifs à la grève de Vigneux et aux événements de Draveil-Vigneux et Villeneuve-Saint-Georges du 2 mai 1908 au 14 janvier 1909 ».

- 5-8 août 1907 : bombardement et occupation de Casablanca par la France à la suite du meurtre de neuf employés européens de la firme Schneider le 30 juillet ; début de la « pacification » du Maroc

- 11 juin 1909 : tremblement de terre le plus meurtrier qu'ait connu la France au XXe siècle (46 victimes) en Provence qui détruisit les villes de Salon-de-Provence, Vernègues, Lambesc, Saint-Cannat et Rognes, vers 21h. L'épicentre est situé sur la faille de Trévaresse.

- 16 décembre 1909 : découverte du corps mutilé d'une femme sur le bord de la voie ferrée près de Brunoy ; début de l'affaire du wagon sanglant.

- 17-28 janvier 1910 : crue du Doubs et crue à Besançon, crue de la Seine, de la Marne et de leurs affluents.